# Amphithéâtre romain d'Arezzo
L' Amphithéâtre romain d'Arezzo (en italien : Anfiteatro romano di Arezzo) est un site archéologique de la Rome antique situé dans la partie sud de la ville fortifiée d'Arezzo, dans la province d'Arezzo, en Toscane,.
Il se trouve à côté du Musée archéologique national d'Arezzo.

## Historique
L'amphithéâtre romain a été construit entre les dernières années du Ier et le début du IIe siècle (le bâtiment est daté de l'époque d'Hadrien, 117-138 apr. J.-C.). Il a subi de très graves dégradations au fil des siècles et a été exploré pour la première fois dans les années 1914-1915 ; les fouilles, interrompues à cause de la guerre, reprennent en 1926. Depuis 1950, le monument a fait l'objet de restaurations périodiques qui l'ont entièrement mis en lumière.

## Description
Le site archéologique s'étend sur 121 m de long et  68 m de large. Sa capacité d'accueil était probablement de 8 000 spectateurs.
L'amphithéâtre est de forme elliptique et équipé de gradins sur deux niveaux : de la structure, construite en blocs de grès, briques et marbre, il ne reste que les parterres et les vestiges du déambulatoire. Les constructions des gradins de l'amphithéâtre comprenaient deux déambulatoires concentriques (couloirs couverts) et un troisième anneau qui était censé délimiter l'arène. Maintenant que le portique périmétrique et le déambulatoire ont disparu, il est cependant possible d'identifier les deux entrées principales aux extrémités de l'axe longitudinal et les deux secondaires au niveau de l'axe transversal.
Les trois déambulatoires étaient interposés par deux bandes de structures porteuses interrompues par des vomitoires, des cellae terraneae et des accès avec escaliers qui faisaient tous le tour de l'ellipse, en alternance régulière. Différentes parties des structures subsistent en fonction des différents points du périmètre ; Il reste de grands vestiges des bâtiments du cavea : les voûtes du vomitorium, et les restes d'escaliers pour accéder à la cavea médiane. Cependant, les marches de l'auditorium ont disparu, même si le degré de pente peut être indiqué en se référant aux rares vestiges laissés au sol.
Les mesures de l'amphithéâtre ont été facilement reconstituées : c'est une structure avec une grande arène (71,9 × 42,7 m), à peine plus petite que celle du Colisée (77 × 46,5 m). L'épaisseur de la bande murale est proportionnellement beaucoup plus petite (24,7 m). Les structures de l'amphithéâtre d'Arezzo alternent des couvertures de type canonique avec d'autres de type plus rare. Les voûtes des couloirs de l'anneau sont en opus coementicum. L'opus mixtum est adopté dans les revêtements muraux, c'est-à-dire que l'opus reticulatum (carreaux disposés en longues rangées obliques) alterne avec l'opus vittatum (en bandelettes de tufs rectangulaires alternés avec des surfaces en brique). Les escaliers intérieurs sont en travertin, à l'extérieur l'amphithéâtre était probablement recouvert de grès local.
L'amphithéâtre a subi plusieurs pillages au fil des années et une partie des matériaux a été utilisée pour construire certains édifices religieux. Un témoignage de cette utilisation est le monastère San Bernardo, construit au XVIe siècle à proximité de l'hémicycle sud et qui abrite aujourd'hui le musée archéologique. La structure est aujourd'hui utilisée comme théâtre en plein air.

## Galerie

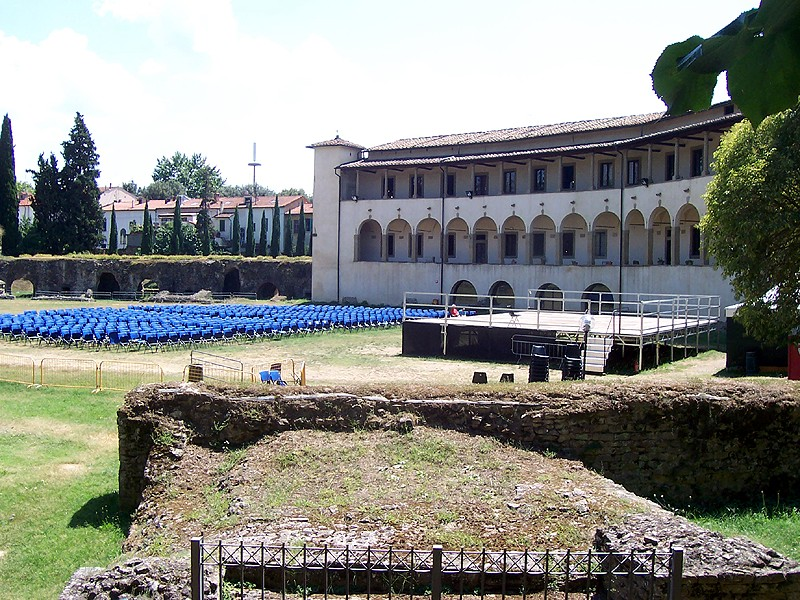
Le musée archéologique.
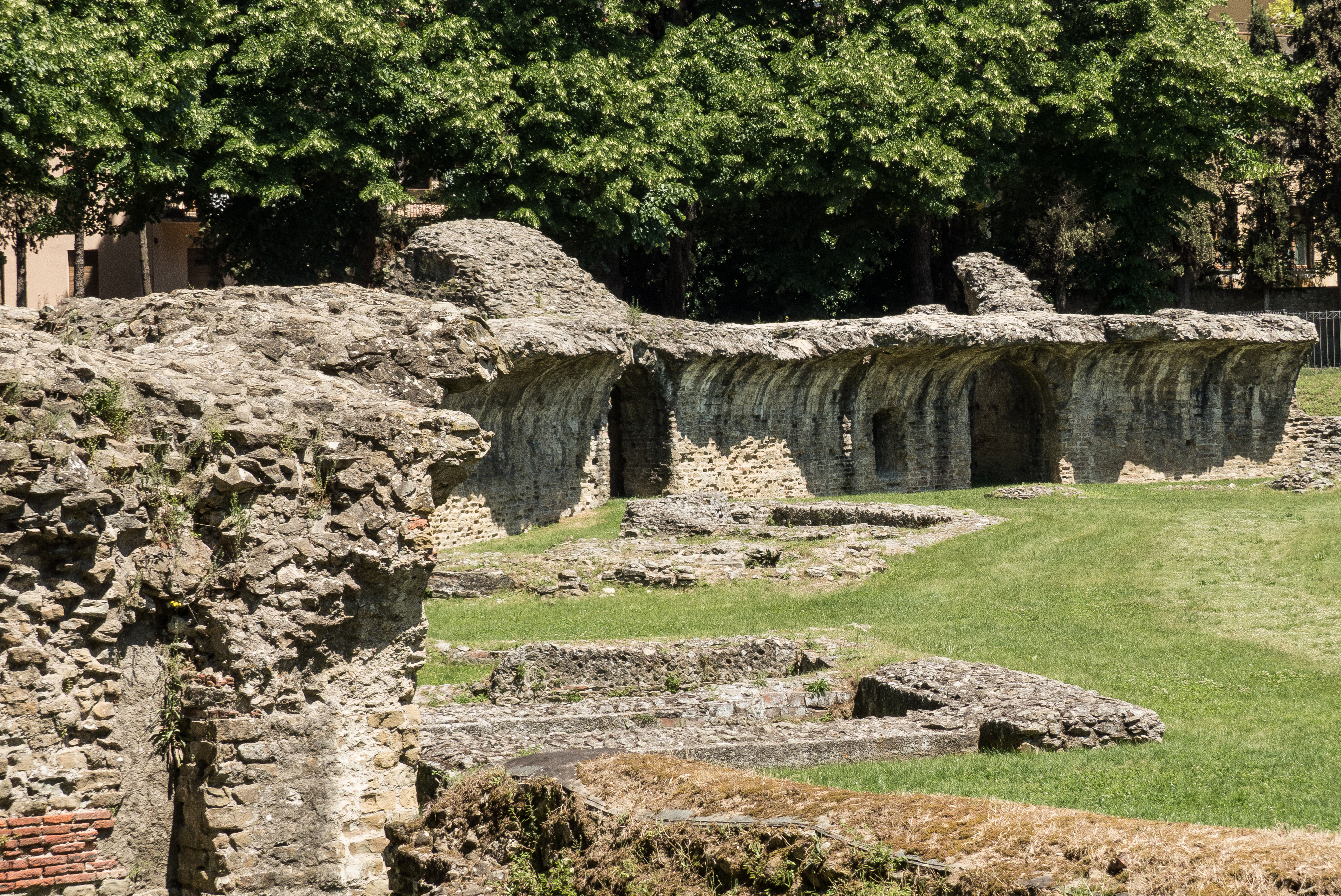
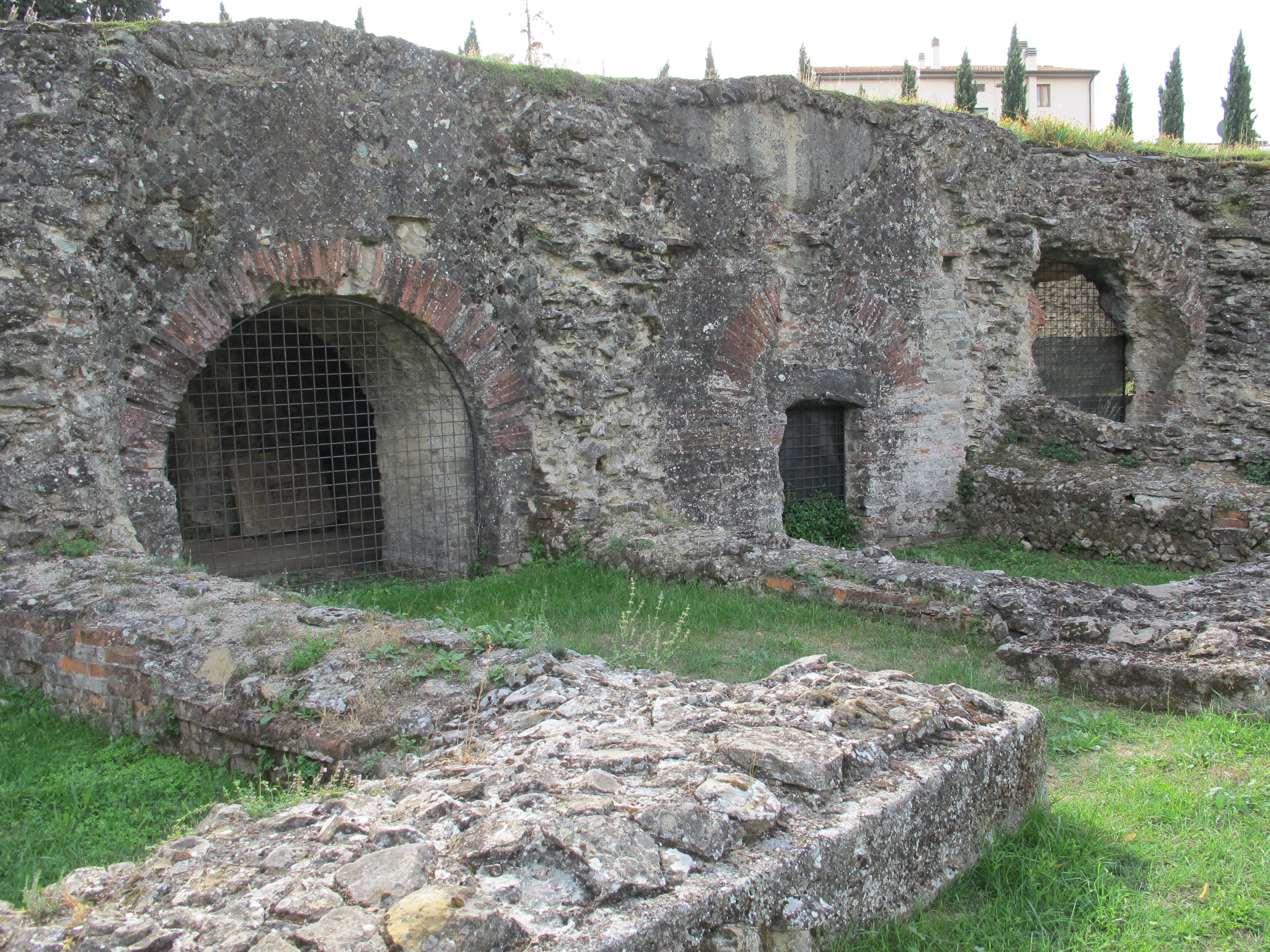
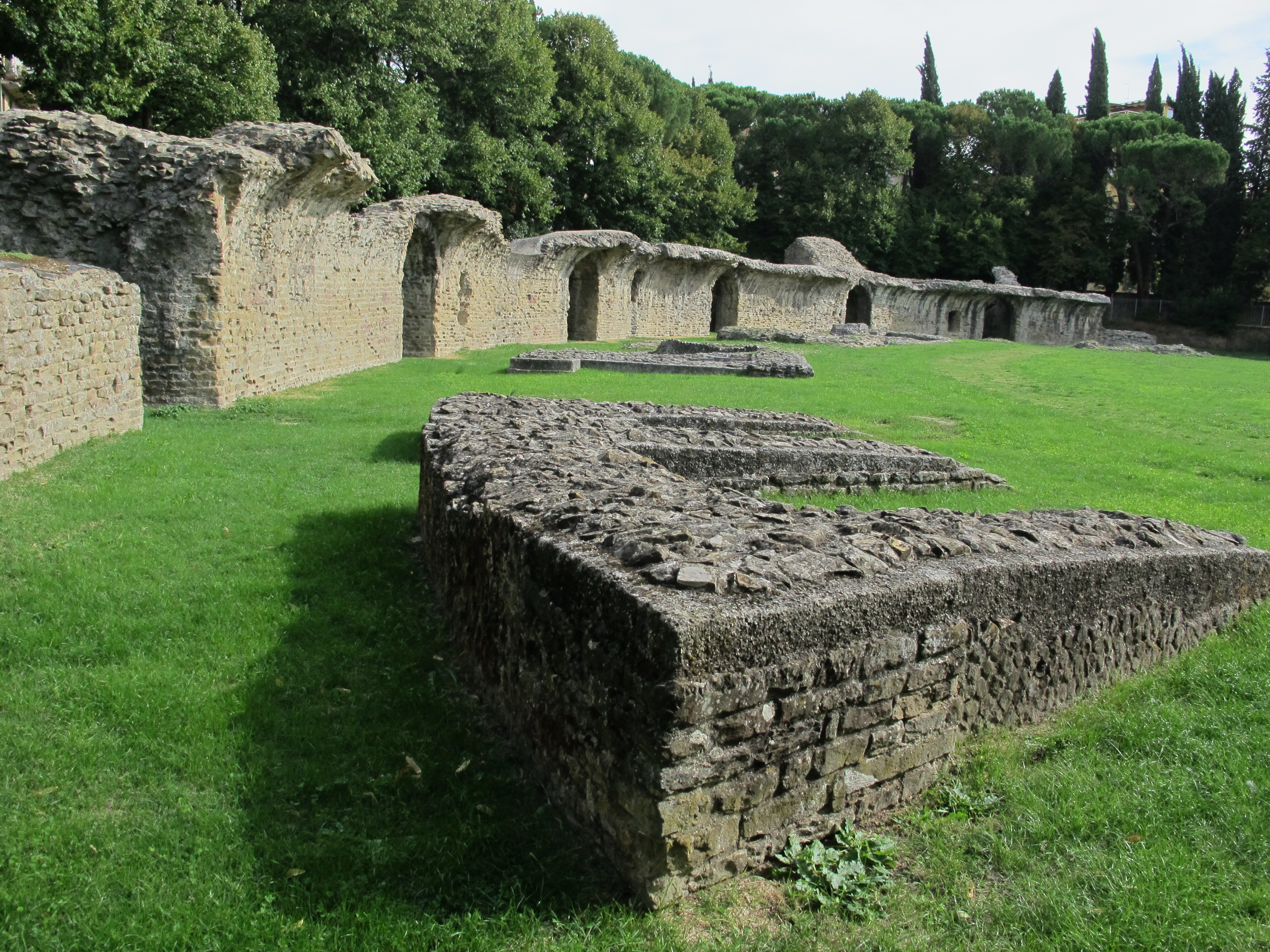